# 勐养县
勐养县，又译勐洋县，是缅甸掸邦下辖的一个县。县境西部在佤邦控制下，佤邦在控制区内设立勐波县，勐养县东部在缅甸掸邦东部第四特区控制下，第四特区在控制区内设立色勒县，缅甸官方仅能控制县治勐养周边区域。

## 历史沿革
2022年4月30日，缅甸政府以景栋县勐养镇区新设勐养县。

## 行政区划
勐养县下辖勐养镇区一个镇区。